# اشو
راجنیش چاندرا موهان جین (به هندی: रजनीश चन्द्र मोहन जैन) (زادهٔ ۱۱ دسامبر ۱۹۳۱ – درگذشتهٔ ۱۹ ژانویه ۱۹۹۰) شناخته شده به آچاریا راجنیش و باگوان شری راجنیش و تازه‌تر اُشو؛ عارف، فیلسوف، گورو، مدرس دانشگاه هندی، و رهبر جنبش راجنیش بود که در مدت زندگی خود به عنوان یک عارف بحث‌برانگیز و رهبر جنبشی جدید مورد توجه قرار گرفت. اشو همواره بر ارزش مراقبه، ذهن آگاهی، عشق، جشن، شهامت، خلاقیت و شادی باکیفیت تأکید می‌کرد و باور داشت به سبب سیستم‌های اعتقادی، باورهای مذهبی و جامعه‌پذیری سرکوب شده‌اند. او روش‌های گوناگونی از مدیتیشن، همانند مدیتیشن پویا را به وجود آورد که به گفتهٔ او گونه‌ای تمرین مناسب برای انسان مدرن است. اشو در پایان دههٔ ۱۹۶۰ رویکرد باز تری را در رابطه با میل جنسی در انسان گسترش می‌داد که سبب شد به او لقب «سکس گورو» در هند و پس از آن در روزنامه‌های سراسر جهان داده شود، گرچه این رویکرد با سپری شدن زمان بیشتر پذیرفته شد.
در سال ۱۹۷۰ راجنیش زمانی را در بمبئی گذراند و هوادارانی با نام «سانیاسین‌های نوین» پیدا کرد. در این مدت او با گسترش تکنیک‌های روحانی‌اش، به سراسر هند سفر کرده و به سخنرانی می‌پرداخت. راجنیش از منتقدان جدی کمونیسم و بنیادگرایی مذهبی در هند بود. او همچنین از راه سخنرانی‌هایش دیدگاه‌های تازه‌ای در مورد آیین‌های مذهبی، عرفان و فلسفه ارائه کرد. در سال ۱۹۷۴ راجنیش به پونه رفت، جایی که در آن یک بنیاد و آشرام پدیدآوردند تا انواع گوناگونی از ابزارهای تغییر مذهب برای هندی‌ها و سایر بازدیدکنندگان خارجی ارائه شود. در اواخر ۱۹۷۰ تنش بسیاری بین حزب جاناتا در حکومت مورارجی دسای و جنبش نئوسانیاس درگرفت که سبب توقف گسترش آشرام شد.
در پی سفر اشو به آمریکا در سال ۱۹۸۱، بیشتر تلاش شد تا فعالیت پیروانش در آنجا متمرکز شود و راجنیش در مکانی معروف به نام «راجنیش پورام» در شهرستان واسکو از ایالت اورگن ساکن شد. بلافاصله ساکنان منطقه و حکومت ایالتی با جنبش وارد تعارض شدند و ردیفی از دعاوی قانونی در رابطه با ساخت و ساز آشرام و توسعهٔ بیشتر آن به راه افتاد که دورهٔ موفقیت آن را کوتاه ساخت. در سال ۱۹۸۵ به دنبال بازجویی از راجنیش در رابطه با اتهام‌های جدی‌ای همچون حملهٔ بیوترور راجنیشی ۱۹۸۴ و نقشهٔ قتل وکیل مدافع آمریکایی چارلز اچ ترنر، او مدعی بود که منشی شخصی او ما آناند شیلا و یکی از حامیان نزدیک او در این جرایم مقصر بوده‌اند و سپس از این اتهامات تبرئه شد. راجنیش بعدها در جریان توافق دادخواست آلفورد پلی (کندی پلی) از ایالات متحده اخراج شد. سال ۱۹۹۰ راجنیش دوباره به هند بازگشته و همان‌جا درگذشت.
تعالیم اشو تأثیر قابل توجهی بر تفکر جدید در غرب داشته و همچنین محبوبیت او پس از مرگ‌اش در حال افزایش است.

## نام
نام پدری اشو، «راجنیش» است و پیروانش کنیهٔ «باگوان» به معنای «برکت داده شده» را به ابتدای نام وی افزوده بودند و در کتاب‌ها و نوشته‌ها از او با نام «باگوان شری راجنیش» یاد می‌کردند اما او در ژانویهٔ سال ۱۹۸۹ به دلیل سوء برداشت‌های به وجود آمده، کنیهٔ «باگوان» را از ابتدای نام خویش برداشت و از آن پس بود که او را «اشو راجنیش» نامیدند. البته وی در سپتامبر همان سال، «راجنیش» را نیز از نام خود برداشت، زیرا راجنیش نامی برگرفته از مذهب هندو است و اشو تمایلی نداشت که نمایانگر فرقه یا آیین ویژه‌ای باشد. کلمه آچاریا (به معنی استاد یا معلم) نیز لقبی بود که به واسطه تدریس به دست آورد.
بنابر گفتهٔ راجنیش، او نام اشو را از واژهٔ اُشِنیک (Oceanic) به معنای «پیوسته به آب دریا و یکی شده با آن» برگرفته‌است. این نام برای نخستین بار در آثار ویلیام جیمز بکار رفته‌است. از آنجا که واژهٔ اُشِنیک (دریاگون) تنها به توصیف و تجربه می‌پردازد و شامل شخص تجربه‌کننده نمی‌شود، راجنیش واژهٔ «اشو» را برای خود برگزید. او بعدها پی برد که این واژه از قدیم در میان ساکنان خاور دور رواج داشته و به معنای «شخص مقدسی که آسمان بر او گل می‌افشاند» به کار رفته‌است.

## زندگی

### کودکی و نوجوانی: ۱۹۵۱–۱۹۳۱
چاندرا موهان جین در ۱۱ دسامبر سال ۱۹۳۱ میلادی در شهر کوچ وادا هند بریتانیا زاده شد. پدر و مادر او «بابولال» و «ساراسواتی» به راجنیش اجازه دادند تا سن هفت سالگی با پدربزرگ و مادربزرگ مادری خود زندگی کند. بنابر توضیح خود او این امر تأثیر عمده‌ای در رشد او داشت، زیرا مادربزرگش به او حداکثر آزادی را داد و او را آسوده‌خاطر و بدون آموزش یا محدودیت‌های تحمیلی به حال خود گذاشت. وقتی که اُشو هفت ساله بود، پدربزرگش درگذشت و او به گاداروارا رفت تا با پدر و مادر خود زندگی کند. اشو عمیقاً از مرگ پدربزرگش متأثر شد و همچنین مرگ دوست دختر دوران کودکی و نیز دختر عمویش در اثر حصبه در زمانی که ۱۵ سال داشت، منجر شد تا او در دوران کودکی و جوانی‌اش با مرگ درگیری ذهنی داشته باشد و به یک دانش‌آموز منتقد دین بدل شود. او سپس به هیپنوتیزم علاقه‌مند شد و برای مدتی با روش‌های مختلفی مانند مدیتیشن، تمرینات یوگا و تمدد اعصاب آگاهی خود را گسترش داد. او مدت کوتاهی به دو سازمان ملی‌گرای سوسیالیست هندی (ارتش ملی هند و و راشتریا سوایامسواک سنگ) ملحق شد. اگرچه عضویت او در این سازمان‌ها برای مدتی کوتاه بود، زیرا نمی‌خواست تحت تسلط هیچ ایدئولوژی‌ای قرار گیرد.

### سال‌های دانشگاه و سخنرانی عمومی: ۱۹۷۰–۱۹۵۱
سال ۱۹۵۱، در سن ۱۹ سالگی اشو مطالعات خود را در کالج هیتکارینی در جبال‌پور آغاز کرد. بعد از مدتی به علت درگیری با یکی از استادان از او خواسته‌شد تا کالج را ترک کند، همچنین او به کالج «جین دی ان» در جبال‌پور منتقل شد. به دلیل اینکه او به‌عنوان یک مباحثه‌گری اخلالگر شناخته شده بود، از وی خواسته شد که در کلاس‌های درسی کالج حضور پیدا نکند و فقط برای امتحانات به آنجا برود؛ بنابراین اشو از وقت آزاد خود برای چند ماه کار به‌عنوان دستیار سردبیر یک روزنامهٔ محلی استفاده کرد. او سخنرانی‌های عمومی خود را در سالگرد ساروا دارما ساملان (نشست ادیان و مذاهب) که در جبالپور برگزار شد، آغاز کرد. این نشست توسط انجمن تارانپانتی جین برگزار شد و او از ۱۹۵۱ تا ۱۹۶۸ در آن شرکت می‌کرد. او در برابر فشار پدر و مادرش برای ازدواج کردن مقاومت کرد. اشو بعدها اظهار کرد که در ۲۱ مارس ۱۹۵۳ (در سن ۲۱ سالگی) با یک تجربه عرفانی، زمانی که در باغ بهانوارتال در جبال‌پور زیر یک درخت نشسته بود، به روشن بینی رسیده‌است.
اشو در ۱۹۵۵ مدرک کارشناسی خود را از دانشگاه «دی.ان. جین» اخذ کرده و به دانشگاه «ساگار» پیوست. او در ۱۹۵۷ با کسب درجهٔ کارشناسی ارشد در رشتهٔ فلسفه تحصیلات خود را به پایان رساند و در دانشگاه سانسکریت شهر رایپور به تدریس فلسفه پرداخت اما معاون رئیس دانشگاه از او خواست تا آنجا را ترک کند، زیرا او را خطری برای اخلاق، دین و شخصیت دانشجویان تلقی می‌کرد. اشو به تدریس در دانشگاه جبال‌پور ادامه داد و در سال ۱۹۶۰ به مقام استاد تمامی دست یافت. او از سوی همکاران‌اش به عنوان یک مقام علمی محبوب و دارای هوش و توانایی رفع کاستی‌های دانشجویان در تحصیلات اولیه شناخته می‌شد.
او به آچاریا راجنیش به معنای استاد راجنیش معروف شد و به موازات شغل خود، به ارائه سخنرانی‌هایی انتقادی در رابطه با سوسیالیسم، مهاتما گاندی و مذاهب سنتی هند پرداخت. او بیان کرد که سوسیالیسم فقط به گسترش فقر در هند کمک می‌کند و گاندی را یک مازوخیست توصیف کرد که فقر را پرستش می‌کند. او همچنین با بیان اینکه هند به سرمایه‌داری، علم، فناوری مدرن و کنترل جمعیت نیاز دارد، ادیان سنتی هند را مرده و پر از آیین‌های خالی دانست که با ترساندن پیروانشان از وعده‌های عذاب به آنان ظلم می‌کنند. این اظهارات او را به شخصیتی جنجالی تبدیل کرد اما تعدادی از تجار و بازرگانان هندی از او حمایت کردند. او در ازای دریافت مبالغی به مشاوره شخصیت‌های مختلف برای پیشرفت معنویت در زندگی آنان می‌پرداخت. اشو در ۱۹۶۲ شروع به مدیریت اردوگاه‌های مدیتیشنِ ۱۰ روزه کرد و نیز اولین مرکز مدیتیشن با نام «جنبش بیداری زندگی» شکل گرفت. اشو در سال ۱۹۶۶ پس از یک سلسله سخنرانی جنجالی از سمت خود در دانشگاه استعفا کرد.

### بمبئی: ۱۹۷۴–۱۹۷۰
اشو روش مراقبه دینامیک خود را برای اولین بار در یک مراقبهٔ عمومی در بهار ۱۹۷۰ ارائه کرده و در اواخر ماه ژوئن جبالپور را به مقصد بمبئی ترک کرد. در ۲۶ سپتامبر سال ۱۹۷۰، اولین گروه مریدان یا سانیاسین‌های جدید خود را تشکیل داد. سانیاسین‌ها نام جدید می‌نهادند، لباس نارنجی که لباس مقدس مردان هندو بود را می‌پوشیدند و گردنبند مروارید می‌بستند. در عین حال که سانیاسین‌های او به دنبال کردن یک برنامهٔ از پیش ترتیب داده شده برای برگزاری جشن‌ها به جای زندگی زاهدانه تشویق شده بودند و اشو خود به عنوان یک عامل کاتالیزوری یا «خورشیدی که گل را به بازشدن تشویق می‌کند» در نظر گرفته می‌شد. در دسامبر ۱۹۷۰ او به آپارتمان‌های سرزمین جنگلی در بمبئی رفت، جایی که او سخنرانی و بازدیدکنندگانی را ملاقات کرده بود و در میان آن‌ها اولین بازدیدکنندگان نیز غربی بودند. او دیگر به ندرت مسافرت می‌کرد و در جلسات عمومی سخنرانی نمی‌کرد.

### آشرام پونا: ۱۹۸۱–۱۹۷۴
اشو در سال ۱۹۷۴ کمون خود در شهر پونای هندوستان را بنیان نهاد که مورد استقبال زیادی به‌ویژه از طرف معنویت‌گرایان غربی قرار گرفت. در سال ۱۹۸۰ در یکی از سخنرانی‌های صبحگاهی، یک فرد هندو مذهب افراطی او را با چاقو هدف حمله قرار داد اما فرد مهاجم بعداً از هرگونه اتهامی تبرئه شد.
پس از بنا نهادن آشرام پونا ضبط کردن صدا به‌طور منظم، و بعدها ضبط ویدئویی و چاپ گفته‌های اشو برای توزیع در جهان، او را قادر می‌ساخت تا مخاطبان بیشتری داشته باشد. در همین زمان تعداد بازدیدکنندگان و پیروان غربی اشو رو به فزونی گذاشت. آشرام به یک مرکز تولید صنایع دستی، لباس، جواهرات، سرامیک و لوازم آرایشی-بهداشتیِ گیاهی و نیز میزبان اجرای برنامه‌های هنری تئاتر، موسیقی و نمایش طنزآمیز تبدیل شد. از سال ۱۹۷۵ پس از ورود چندین روان‌درمانگر از «جنبش‌های بالقوهٔ بشر»، آشرام شروع به انجام مدیتیشن‌ها با تعداد فزاینده‌ای از گروه‌های درمانی کرد که به منبع اصلی درآمد برای آشرام تبدیل شد. به همین دلایل آشرام پونا یک مکان هیجان انگیز و پرشور با بار عاطفی و نیز فضایی جشنواره‌ای محسوب می‌شد.

### سفر به آمریکا و راجنیش پورام: ۱۹۸۵–۱۹۸۲
در دههٔ ۱۹۸۰ اشو با دولت هند مشکلاتی داشت و به همین دلیل تصمیم گرفت یک مزرعه در اورگن بخرد و به ایالات متحده نقل مکان کند. آن زمین‌ها تا حد زیادی غیرقابل سکونت بودند اما او پیروانش را که به‌عنوان سانیاسین شناخته می‌شوند برای ایجاد شهر آرمانی روانه کرد. آن‌ها یک سد عظیم، یک فرودگاه، یک ایستگاه برق و یک مرکز مدیتیشن ساختند که می‌توانست ۱۰ هزار نفر را در خود جای دهد و شهری بنا نهادند که به راجنیش پورام مشهور شد. هیو میلن که حدود یک دهه از پیروان اشو و در دوره‌ای محافظ شخصی او (برای ممانعت از لمس کردن اشو توسط پیروانش) بود می‌گوید که ما آناند شیلا مسئول مستقیم خرید زمین در اورگن و به‌کار گرفتن سانیاسین‌ها برای بنا کردن راجنیش پورام بوده‌است. به عقیدهٔ او عملکرد شیلا و تعداد دیگری از پیروان اشو در زمان ساخت راجنیش پورام به‌گونه‌ای بود که در چهارچوب عشق و مهربانی و مراقبه نمی‌گنجید. به گفتهٔ میلن در زمان ساخت کمون شیلا دستور داده بود سانیاسین‌هایی که بر اثر هفته‌ای ۸۰ الی ۱۰۰ ساعت کار طاقت‌فرسا مشکل‌دار می‌شدند با تزریق یک آمپول به سر کاربازگردانده شوند.
پس از احداث این مرکز توجه زیادی در آمریکا و غرب نسبت به اشو و تعالیم‌اش جلب شد. گروه ادعا می‌کردند حدود ۵۰۰٬۰۰۰ پیرو در تمام دنیا دارند و به‌خاطر ثروت فوق‌العاده‌شان مورد توجه قرار گرفته بودند، از جمله کلکسیون رولز رویس‌های اوشو که بیش از ۹۰ دستگاه بودند و تعداد زیادی ساعت مچی جواهرنشان که اهدایی پیروانش بود. در دوره‌ای جمعیت کمون ۶۲ هکتاری به ۷۰۰۰ هزار نفر رسیده‌بود که این مسئله موجب بروز اصطکاک‌هایی میان آن‌ها و ساکنان محلی می‌شد. هم‌زمان عده‌ای ضمن مخالفت با اشو و آموزه‌هایش، وی را به لحاظ اخلاقی فاسد و ضد ارزش‌هایی می‌دانستند که آن‌ها را ترویج می‌کرد. آمریکایی‌ها به‌خاطر کلکسیون رولز-رویس‌های اشو به او لقب «رولز-رویس گورو» داده بودند.
از میانهٔ سپتامبر ۱۹۸۵ و پس از آن‌که ما آناند شیلا به‌همراه چند دستیار دیگر اشو به اروپا گریختند، کمون دچار آشفتگی شد. آن‌ها که با اتهام‌هایی هم‌چون قتل و آتش‌سوزی عمدی مواجه بودند در آلمان غربی دستگیر و برای محاکمه به ایالات متحدهٔ آمریکا مسترد شدند. در اکتبر ۱۹۸۵ اشو و تعدادی از پیروانش که با ۲ جت اختصاصی قصد خروج از ایالات متحده را داشتند، در فرودگاهی در نیویورک توسط مأموران فدرال بازداشت شدند. شواهد نشان می‌دادند اشو پس از اطلاع از کیفرخواستی که بر علیه او صادر شده بود و برای این‌که دستگیر نشود قصد گریختن به برمودا را داشته‌است. او با اتهام‌های مختلفی از جمله ترتیب دادن ازدواج‌های صوری میان پیروانش برای دور زدن قوانین ادارهٔ مهاجرت آمریکا مواجه بود. از دیگر اتهام‌های او دروغگویی به مقامات آمریکایی برای ساکن شدن در آمریکا بود. اشو در سال ۱۹۸۱ با این ادعا که نمی‌خواهد معالجه‌های پزشکی‌اش در هند انجام شود ویزای چهار ماههٔ ایالات متحده را دریافت کرده بود و دولت آمریکا او را متهم کرد که از ابتدا به قصد اقامت وارد آن کشور شده‌است. در نوامبر ۱۹۸۵ اشو پس از اعتراف به جرم «تنظیم ازدواج‌های ساختگی» و پرداخت جریمهٔ ۴۰۰٬۰۰۰ دلاری پذیرفت که خاک آمریکا را ترک کند و به هند بازگشت.

### مرگ در هند: ۱۹۹۰
اشو در ۱۹ ژانویه ۱۹۹۰ در آشرام پونای هند درگذشت. دلیل رسمی مرگ او نارسایی قلبی اعلام شد اما در بیانیه‌ای که از سوی کمون او منتشر شد مدعی شدند که در زندان‌های آمریکا «زندگی برایش جهنم شده بود». خاکستر او در اتاق خواب تازه افتتاح شده‌اش در آشرام پونا قرار داده شد. بر روی سنگ مقبره‌اش آمده‌است: «اشو هرگز متولد نشده و هرگز نمرده، فقط در بین ۱۱ دسامبر ۱۹۳۱ تا ۱۹ ژانویه ۱۹۹۰ این سیاره را ملاقات کرده‌است.»

## آموزه‌ها
او با مطالعه در مورد هر چیزی که می‌توانست درک او را از نظام باورها و روان‌شناسی انسان معاصر گسترش دهد، کنکاش کرد و در سال ۱۹۷۰ روش خود را برای مراقبهٔ پویا به وجود آورد. اشو می‌گوید:
«بار سنتهای تاریخ گذشته و تشویش‌های زندگی نوین به قدری بر دوش انسان امروزی سنگینی می‌کند که او پیش از اینکه به حالت آرامش و بی‌ذهنی مراقبه دست یابد، مجبور است به یک پاکسازی گسترده تن دهد.»
او تصویر ذهنی خویش را از انسان ایده‌آل امروزی، زوربای بودایی می‌نامید. ترکیبی سراسر جدید که به گفتهٔ او همانند دیدار بین زمین و آسمان، دیدار بین مرئی و نامرئی و به‌طور کلی دیدار قطب‌های متضاد است. زوربا شخصیتی زمینی و اهل خوشگذرانی‌های دنیوی است، در حالی که بودا نمایانگر روش معنوی است.
اشو در آموزه‌های خود از تمام جنبه‌های توسعهٔ آگاهی انسان سخن می‌گوید و بر این باور است که زندگی انسان امروزی بایستی بر پایهٔ مراقبه بنا شده باشد اما مراقبه‌ای که با نیازها و حقایق زندگی انسان امروزی هماهنگ است. او شیوه‌های گوناگون نوینی برای مراقبه پدیدآورد تا هرکس بسته به نیاز و روحیهٔ خویش، آن را برگزیده و با آن کار کند. او همچنین در پی همکاری با درمانگران، روش‌های جدید درمانی را بر پایهٔ مراقبه به وجود آورد.

### ذهن و نفس
اشو ذهن را در درجه اول قبل از هر چیز دیگر به عنوان مکانیزمی برای بقا می‌بیند. تکرار استراتژی رفتاری که موفق بودن آن در گذشته ثابت شده‌است اما به گفتهٔ او متوسل شدن به ذهن و استفادهٔ غیرضروری از آن برای گذشته و آینده، توانایی انسان‌ها را برای زندگی درست در حال محدود می‌کند و باعث می‌شود که آن‌ها احساسات واقعی را سرکوب کنند و خودشان را از تجارب لذت‌بخش که به‌طور طبیعی در لحظهٔ حال به وجود می‌آید، محروم کنند:
«ذهن دارای ظرفیت ذاتی برای شادی نیست… ذهن فقط در مورد شادی فکر می‌کند و قادر به احساس آن نیست…»
نتیجه این است که مردم خود را با تمامی شیوه‌های اختلالات اعصاب، حسادت و نا امنی مسموم می‌کنند. او چنین استدلال کرد که سرکوب روانی که اغلب توسط رهبران مذهبی حمایت می‌شود، باعث ایجاد احساسات سرکوب شده می‌گردد که در قالب دیگری ظاهر می‌شوند. همچنین اشو معتقد است که سرکوب جنسی در جوامع منجر به حریص شدن جامعه نسبت به روابط جنسی می‌شود. به جای سرکوب، مردم باید به خودشان اعتماد کنند و پذیرش بدون قید و شرط داشته باشند. برای درک این مفهوم، از نظر اشو صرفاً نباید این موضوع به صورت عقلانی فهمیده می‌شد، چون ذهن تنها می‌تواند آن را به عنوان یک قطعه از اطلاعات درک کند. اشو همچنین بر رهایی از نفس انسان تأکید می‌کند که به باور او تمامی امیال، آرزوها و خواسته‌های انسان ناشی از نفس او است که موجب می‌شود تا انسان در آینده زندگی کند و از شادی محروم شود.

### مدیتیشن
اشو مدیتیشن را نه فقط به عنوان یک تمرین، بلکه به عنوان یک وضعیت آگاهی که بتواند در هر لحظه حفظ شود، ارائه کرد. منظور او از مدیتیشن نوعی از آگاهی کلی است که فرد را از سطح پاسخ‌های صرفاً مکانیکی (و مشروط به باورها و انتظارات) در وضعیت شهودی مستقر می‌کند. در این راه او در یکی از مراکز روان درمانی غرب استخدام شد تا مراحل مقدماتی مراقبه برای ایجاد آگاهی از الگوهای ذهنی و احساسی را مهیا کند. او در مجموع بیش از صد تکنیک مدیتیشن پیشنهاد کرد. تکنیک‌های مراقبه فعال او بوسیلهٔ مراحل فعالیت‌های فیزیکی که منجر به سکوت می‌شوند، مشخص شده‌اند. یکی از معروف‌ترین ابداعات اشو «مدیتیشن پویا» است، اگرچه روش‌های دیگری مانند مراقبه کندالینی و مراقبه زمزمه‌کننده که کمتر متحرک هستند را نیز به‌وجود آورد.

### سانیاس
عنصر کلیدی دیگر در تعالیم اشو، حضور خود او به عنوان استاد بود. اشو در این باره می‌گوید: «یک استاد، بودنش را با شما تقسیم می‌کند، نه فلسفهٔ خود را… او هرگز برای شاگرد کاری انجام نمی‌دهد.» شروعی که او ارائه داد طرحی دیگر بود:
«... اگر بودن شما با من ارتباط برقرار کند، که این صمیمیت و همدلی می‌شود… آن عالی‌ترین شکل ممکن ارتباط است، انتقال بدون کلمات. بودن ما با هم ادغام می‌شود. این تنها در صورتی ممکن است که شما به یک شاگرد تبدیل شوید.»
در نهایت او به عنوان یک گورو حتی به صراحت اقتدار خود را زیر سؤال برده و اعلام کرد که آموزش‌هایش چیزی بیشتر از یک بازی یا شوخی نیستند. وی تأکید کرد که هر چیز و همه چیز می‌تواند تبدیل به فرصتی برای مراقبه شود.

## میراث
در حالی که تعالیم اُشو در طول عمرش به شدت در کشور خودش رد می‌شد ولی پس از مرگ او تغییراتی در افکار عمومی هندی‌ها به وجود آورده‌است. روزنامه ساندی مید-دی هند (Sunday Mid-Day) نام اشو را در کنار افرادی مانند گوتاما بودا و مهاتما گاندی، در میان ده نفری که بیشترین تغییر را در سرنوشت هند ایجاد کرده بودند، درج کرد. این روزنامه دربارهٔ اشو نوشت: «او از طریق آزادسازی ذهن نسل‌های آینده از قید و بندهای مذهبی و همرنگ جماعت شدن، در سرنوشت هند تغییر ایجاد کرده‌است.» روزنامه ساندی تایمز انگلیس نیز اشو را یکی از ۱۰۰۰ شخصیت تأثیرگذار قرن بیستم دانست. اشو در هند پس از مرگش نسبت به زمان زنده بودنش بیشتر تحسین می‌شود. یکی دیگر از روزنامه‌های تأثیرگذار هند اظهار داشت: «اُشو در اواخر یک مفسر خوب در مورد پوچی‌های اجتماعی که سعادت انسان را نابود کرده‌اند، بوده‌است.» طی جشنی در سال ۲۰۰۶ که به مناسبت هفتاد و پنجمین سالگرد تولد اشو بود، خوانندهٔ هندی فیاض الدین داگار اظهار کرد که تعالیم اشو «بیشتر از قبل مربوط به محیط کنونی هستند».
کل آثار اشو در کتابخانه پارلمان ملی هند در دهلی نو قرار داده شده‌است. چهره‌های برجسته‌ای مانند نخست‌وزیر هند، مانموهان سینگ، و نویسندهٔ سیک هندی خوشوانت سینگ، اُشو را تحسین کرده‌اند. هنرپیشه بالیوودی وینود کانا که به عنوان شاگرد و باغبان اشو در راجنیش پورام کار کرده، به عنوان وزیر امور خارجه هند از سال ۲۰۰۳ تا ۲۰۰۴ خدمت کرده‌است. همچنین تعدادی از شخصیت‌های بالیوود پیروی خود را از فلسفه اشو ابراز کرده‌اند. بیش از ۶۵۰ کتاب دربارهٔ نظرات اشو نسبت به جنبه‌های مختلف وجود انسان موجود است که در واقع همه آن‌ها براساس سخنرانی‌های ضبط شدهٔ او نوشته شده‌اند. آثار او در ۶۰ زبان مختلف در دسترس هستند و برخی از این آثار در صدر لیست فروش کشورهایی مانند ایتالیا و کره جنوبی قرار گرفته‌اند. از نظر بین‌المللی، پس از گذشت تقریباً دو دهه بحث و جدل و یک دهه سازش، جنبش اشو جای خود را در بازار مذاهب جدید تثبیت کرده‌است. پیروان او تعالیم‌اش را بازتعریف، و عناصر مهم و اساسی آموزه‌های او را مجدداً تدوین کرده‌اند تا در نزد بیگانگان و غیر اعضاء کمتر بحث‌برانگیز به نظر برسد. جوامعی در شمال آمریکا و غرب اروپا که در مسیر رشد معنوی خود به تعالیم اشو برخورد کرده‌اند، سازگاری بیشتری با موضوعات معنوی مانند یوگا و مدیتیشن از خود نشان می‌دهند.
امروزه بنیاد بین‌المللی اشو (OIF) سمینارهای کنترل استرس برای مشتریان شرکت‌های بزرگ مانند آی‌بی‌ام و ب‌ام‌و راه‌اندازی می‌کند که گفته می‌شود درآمد سالیانهٔ آن در ایالات متحده آمریکا بر اساس گزارش سال ۲۰۰۰ میلادی، بین ۱۵ تا ۴۵ میلیون دلار بوده‌است. در نپال، ۶۰ مرکز اشو با تقریباً ۴۵ هزار نفر از شاگردان تازه‌وارد (بر طبق گزارش سال ۲۰۰۸ میلادی) وجود دارد. بنابر گزارش‌های مطبوعاتی، آشرام پونا سالیانه ۲۰۰٫۰۰۰ نفر را از سراسر جهان جذب می‌کند. بازدیدکنندگان برجسته شامل سیاستمداران، شخصیت‌های فرهنگی، هنری و رسانه‌ای، و دالایی لاما هستند. در سال ۲۰۱۱ سمیناری ملی در گروه فلسفه دانشگاه «مانکونواربای» برای زنان در شهر جبالپور دربارهٔ تعالیم اشو افتتاح شد. این سمینار متمرکز بر آموزه‌های زوربا بودا اشو و به دنبال آشتی دادن معنویت با رویکرد ماتریالیستی و عینی بود.

## ارزیابی به عنوان رهبر کاریزماتیک
تعدادی از مفسران دربارهٔ جاذبهٔ اشو اظهار نظر کرده‌اند. آنتونی استور در مقایسهٔ اشو با گورجیف می‌نویسد:
«اشو از نظر شخصیتی بسیار تأثیرگذار بوده و بسیاری از کسانی که او را برای اولین بار ملاقات کردند، احساس می‌کردند که احساسات درونی آن‌ها فوراً درک شده و به جای قضاوت شدن با صراحت مورد استقبال قرار گرفته بودند. به نظر می‌رسید اشو نوعی انرژی ساطع می‌کند و امکانات مخفی را در کسانی که با او در تماس بودند، بیدار می‌کند. سانیاسین‌های بسیاری اعلام کرده‌اند که با شنیدن صحبت‌های اشو عاشق او شده‌اند.»
سوزان جی پالمر اشاره کرد که حتی منتقدان به قدرت حضور او اذعان کرده‌اند. جیمز گوردون روان‌پزشک و پژوهشگر یادآور می‌شود که به‌طور غیرقابل توضیحی پس از برخورد نگاه اُشو با او، خودش را مانند یک کودک در حال خندیدن و بغل کردن غریبه‌ها و با اشک قدردانی در چشمانش یافت.
اسکات فیتزجرالد پس از گوش دادن به اشو به این نتیجه رسید که او یک سخنران فوق‌العاده بود و شگفتی خود را نسبت به استعداد او به عنوان یک کمدین ابراز کرد؛ توانی که از خواندن آثارش بدان پی نبرده بود. او همچنین کیفیت هیپنوتیزمی سخنان اُشو را خاطر نشان می‌کند که اثر عمیقی بر مخاطبان داشت. هیو میلن (سوامی شیوامورتی) هواداری که بین سال‌های ۱۹۷۳ و ۱۹۸۲ از نزدیک با اشو به عنوان رهبر گارد آشرام پونا و به عنوان محافظ شخصی او کار می‌کرد، می‌گوید در اولین جلسهٔ ملاقات با اشو حسی ایجاد شد که در ورای کلمات بین آن‌ها منتقل شده بود:
«حریم خصوصی‌ای در میان نبود اما حسی که داشتم مانند آن بود که گویی روح او به آهستگی به داخل روح من لغزش کرد و در کسری از ثانیه اطلاعات حیاتی به من منتقل شد.»

## آثار
اشو همانند بیشتر استادان معنوی تاکنون هیچ کتابی ننوشته‌است. در واقع کتاب‌های چاپ‌شده به نام او که شمار آن‌ها به بیش از (۶۰۰)عنوان می‌رسد، نسخه‌برداری از سخنرانی‌های وی هستند که به‌دست شاگردانش به انجام رسیده‌اند. حدود هفت هزار سخنرانی از اشو بر روی نوار کاست، و هزار و هفتصد سخنرانی نیز بر روی نوار ویدئو ضبط شده‌است و کتاب‌های او در شمار پرفروش‌ترین کتاب‌ها در هند و برخی کشورهای دیگر به‌شمار می‌آیند. آثار اشو به بیشتر زبان‌های زندهٔ دنیا ترجمه شده و فهرست شماری از کتاب‌هایی که به فارسی برگردانده شده‌است، عبارتند از:
| ردیف | نام کتاب                                 | تاریخ انتشار | ردیف | نام کتاب                         | تاریخ انتشار | ردیف | نام کتاب                           | تاریخ انتشار |
| ---- | ---------------------------------------- | ------------ | ---- | -------------------------------- | ------------ | ---- | ---------------------------------- | ------------ |
| ۱    | آفتاب در سایه                            | -            | ۲۳   | عشق پرنده‌ای آزاد است             | -            | ۴۵   | عاشقانه‌ها                          | -            |
| ۲    | آه این…                                  | -            | ۲۴   | تمثیل‌های عرفانی                  | -            | ۴۶   | فقط یک آسمان                       | -            |
| ۳    | آینده طلایی                              | -            | ۲۵   | چراغ راه خود باش                 | -            | ۴۷   | قطره‌ای در دریا                     | -            |
| ۴    | الماس‌های آگاهی                           | -            | ۲۶   | خلاقیت                           | -            | ۴۸   | کودک نوین                          | -            |
| ۵    | الماس‌های اشو                             | -            | ۲۷   | خود را به هستی واگذار            | -            | ۴۹   | گل‌های جاودانگی                     | -            |
| ۶    | از سکس تا فراآگاهی                       | -            | ۲۸   | دل به دریا بزن                   | -            | ۵۰   | مافیای روح (کشیشان و سیاست گذاران) | -            |
| ۷    | اشو ذن تاروت                             | -            | ۲۹   | راه کمال                         | -            | ۵۱   | مراقبه هنر وجد و سرور              | -            |
| ۸    | اولین و آخرین رهایی                      | -            | ۳۰   | راز (جلد یکم)                    | -            | ۵۲   | مراقبه: شور و سرمستی               | -            |
| ۹    | اینک برکه‌ای کهن                          | -            | ۳۱   | راز (جلد دوم)                    | -            | ۵۳   | مزه‌ای از ملکوت                     | -            |
| ۱۰   | این نیز بگذرد…                           | -            | ۳۲   | راز بزرگ                         | -            | ۵۴   | من درس شهامت می‌دهم                 | -            |
| ۱۱   | انتقال چراغ (جلد یکم)                    | -            | ۳۳   | ریشه‌ها و بال‌ها                   | -            | ۵۵   | نغمه زندگی                         | -            |
| ۱۲   | انتقال چراغ (جلد دوم)                    | -            | ۳۴   | زبان فرشتگان (جلد یکم)           | -            | ۵۶   | نقدی بر چنین گفت زرتشت نیچه        | -            |
| ۱۳   | بشنو از این خموش                         | -            | ۳۵   | زبان فرشتگان (جلد دوم)           | -            | ۵۷   | نیلوفر سفید                        | -            |
| ۱۴   | بلوغ                                     | -            | ۳۶   | زندگی به روایت بودا              | -            | ۵۸   | و آن گاه نبودم                     | -            |
| ۱۵   | با خورشید شامگاه                         | -            | ۳۷   | سرگشتگی                          | -            | ۵۹   | هفت بدن، هفت چاکرا                 | -            |
| ۱۶   | بگو آری!                                 | -            | ۳۸   | شکوه آزادی                       | -            | ۶۰   | یک زندگی، یک ترانه، یک رقص         | -            |
| ۱۷   | بیگانه در زمین                           | -            | ۳۹   | شورشی                            | -            | ۶۱   | یک فنجان چایی                      | -            |
| ۱۸   | پرواز در تنهایی                          | -            | ۴۰   | شهامت عشق ورزیدن                 | -            | ۶۲   | با خود یکی شو                      | -            |
| ۱۹   | تانترا (جلد یکم)                         | -            | ۴۱   | صوفی مرد راه: آوازه سکوت         | -            | ۶۳   | زندگی موهبتی است الهی              | -            |
| ۲۰   | تانترا (جلد دوم)                         | -            | ۴۲   | صوفی مرد راه: آوازه سکوت         | -            | ۶۴   | زوربای بودایی                      | -            |
| ۲۱   | تانترا (جلد سوم): تفسیر آواهای شاعرانه   | -            | ۴۳   | ضربان قلب، حقیقت مطلق            | -            | ۶۵   | تائوئیزم (جلد یکم)                 | -            |
| ۲۲   | تانترا (جلد چهارم): تفسیر آواهای شاعرانه | -            | ۴۴   | عشق، رقص، زندگی                  | -            | ۶۶   | تائوئیزم (جلد دوم)                 | -            |
| ۶۷   | کتاب اسرار، علم مراقبه (جلد یکم)         | -            | ۶۸   | کتاب اسرار، علم مراقبه (جلد دوم) | -            | ۶۹   | زرتشت پیامبر خندان                 | -            |